# Superserien 1991
Superserien 1991 var Sveriges högsta division i amerikansk fotboll för herrar säsongen 1991. Serien spelades 4 maj–25 augusti 1991 och vanns av Uppsala 86ers. Lagen möttes i dubbelmöten hemma och borta. Vinst gav 2 poäng, oavgjort 1 poäng och förlust 0 poäng.
De fyra bäst placerade lagen gick vidare till slutspel. SM-slutspelet spelades 31 augusti–15 september och även där segrade Uppsala 86ers.

## Tabell
| Nr | Lag                         | S  | V | O | F | GP  | IP  | PS   | MP |
| -- | --------------------------- | -- | - | - | - | --- | --- | ---- | -- |
| 1  | Uppsala 86ers               | 10 | 9 | 0 | 1 | 392 | 124 | +268 | 18 |
| 2  | Danderyd Mean Machines (RM) | 10 | 8 | 0 | 2 | 261 | 123 | +138 | 16 |
| 3  | Kristianstad C4 Lions       | 10 | 5 | 0 | 5 | 204 | 179 | +25  | 10 |
| 4  | Limhamn Griffins            | 10 | 4 | 0 | 6 | 169 | 220 | −51  | 8  |
| 5  | Stockholm City Wildcats     | 10 | 3 | 0 | 7 | 140 | 281 | −141 | 6  |
| 6  | Göteborg Giants             | 10 | 1 | 0 | 9 | 96  | 335 | −239 | 2  |

Färgkoder:
|      | – Kvalificerad för mästerskapsslutspel |
| (RM) | – Regerande svenska mästare            |

## Matchresultat
| Hemma \ Borta           | DMM   | GG    | KCL   | LG    | SCW   | U86   |
| Danderyd Mean Machines  | —     | 29–0  | 7–17  | 35–13 | 30–17 | 30–26 |
| Göteborg Giants         | 0–66  | —     | 7–28  | 12–20 | 13–6  | 16–48 |
| Kristianstad C4 Lions   | 7–15  | 36–12 | —     | 37–6  | 18–0  | 16–36 |
| Limhamn Griffins        | 13–14 | 35–13 | 20–7  | —     | 28–16 | 0–34  |
| Stockholm City Wildcats | 6–33  | 23–9  | 30–26 | 22–20 | —     | 6–60  |
| Uppsala 86ers           | 24–21 | 44–14 | 46–12 | 30–14 | 44–14 | —     |

## Slutspel

### Semifinaler
|  | 31 augusti | Uppsala 86ers | 46 – 21 | Limhamn Griffins |  |  |
|  |            |               |         |                  |  |  |
|  |            |               |         |                  |  |  |
|  |            |               |         |                  |  |  |

|  | 1 september | Danderyd Mean Machines | 23 – 24 | Kristianstad C4 Lions |  |  |
|  |             |                        |         |                       |  |  |
|  |             |                        |         |                       |  |  |
|  |             |                        |         |                       |  |  |

### Final
|  | 15 september | Uppsala 86ers | 30 – 10 | Kristianstad C4 Lions | Ryavallen |  |
|  |              |               |         |                       |           |  |
|  |              |               |         |                       |           |  |
|  |              |               |         |                       |           |  |